# Partição da unidade
Em matemática, uma partição da unidade em um espaço topológico X é uma família de funções contínuas {\displaystyle \{\rho _{i}\}_{i\in I}:X\to \left[0,1\right]\,} de forma que, para cada ponto {\displaystyle x\in X}:
- existe uma vizinhança de x em que todas, exceto uma quantidade finita, das funções são identicamente zero.
- a soma das funções em x é 1, ou seja

{\displaystyle \;\sum _{i\in I}\rho _{i}(x)=1}.

## Partição da unidade subordinada a uma cobertura
Dada uma cobertura do espaço topológico X por abertos {\displaystyle X\subseteq \bigcup _{i\in I}A_{i}\,}, uma partição da unidade subordinada à cobertura {Ai} é uma partição da unidade {\displaystyle \{\rho _{i}\}_{i\in I}:X\to \left[0,1\right]\,} em que para todo x existe um i tal que o suporte da função ρi está contido no aberto Ai.

## Construção
Muitas vezes desejam-se propriedades adicionais para a partição da unidade, por exemplo, pode-se exigir que elas sejam infinitamente diferenciáveis - o que contradiz a intuição de que uma função que se anula em uma região e seja infinitamente diferenciável possa ter valores não-nulos fora dela. Uma ferramenta para construí-las se baseia na função exp(-1/x).